# سيلفانا
سيلفانا ممثلة لبنانية من مواليد 2 يناير 1930 وصلت إلى القاهرة في خمسينات القرن العشرين، بعد أن قضت طفولتها في الولايات المتحدة الأمريكية، شاركت سيلفانا خلال تواجدها في مصر في سبعة أفلام، أدت في معظمها أدوارًا مساعدة مثل دور الفتاة اللعوب أو دور الخادمة الأجنبية. كان فيلمها الأول وهو «طريق السعادة» الذي أخرجه كامل الحفناوي عام 1953. غادرت مصر في مطلع السبعينات إلى وطنها الأم لبنان حيث قدمت في عام 1971 آخر أفلامها وهو الفيلم اللبناني/ المصري «الضياع» من إخراج المطرب محمد سلمان، أن سيلفانا، على الرغم من مشوارها القصير في عالم الأضواء والنجومية، تعاونت مع مخرجين كبار من أمثال أحمد بدرخان وعاطف سالم وعزالدين ذوالفقار وعباس كامل، وشاركت بالتمثيل مع مشاهير السينما المصرية كمريم فخر الدين ومديحة يسري وماجدة وهند رستم وسميرة أحمد وزهرة العلا وعماد حمدي ورشدي أباظة وكمال الشناوي وسراج منير واسماعيل يس وعبدالسلام النابلسي ومحمد فوزي وشكري سرحان وفريد شوقي ومحمود المليجي وغيرهم من نجوم ونجمات.
بعد سنوات قليلة أمضتها في بيروت، أجبرتها الحرب الأهلية اللبنانية على مغادرة لبنان والعودة إلى الولايات المتحدة.

## قائمة أعمالها
فيلم «طريق السعادة» للمخرج كامل الحفناوي، عام 1953
فيلم «دستة مناديل» للمخرج عباس كامل، عام 1954
فيلم «في صحتك» للمخرج عباس كامل، عام 1955
فيلم «إني راحلة» للمخرج عز الدين ذو الفقار، عام 1955
فيلم «معجزة السماء» للمخرج عاطف سالم، عام 1956
فيلم «العروسة الصغيرة» للمخرج أحمد بدرخان، عام 1956
فيلم «الضياع» للمخرج محمد سلمان، عام 1971

## وصلات خارجية
- سيلفانا على موقع قاعدة بيانات الأفلام العربية
- سيلفانا على الدهليز
- سيلفانا على كاروهات